# История Австралийской столичной территории
Исто́рия Австрали́йской столи́чной террито́рии (сокр. АСТ) как административной территории Австралии берёт своё начало после образования Федерации Австралии в 1901 году, когда она была закреплена на законных основаниях как прилегающая область Канберры (столицы Австралии). Регион имеет долгую историю, которая началась с образования поселения австралийских аборигенов (примерно 21 000 лет назад). На территории проживает род Нгамбри и несколько других языковых групп.
После колонизации Австралии англичанами Европа в XIX веке увидела начало колонизации и развитие земель вместе с местными коренными народами, которое началось с первого исследования в 1820 году и последующих первых европейских поселений в 1824 году. Выбор региона был обусловлен его обширными территориями, пригодными для выпаса скота и овец, предоставленными свободным поселенцам, прибывшим в Австралию из Великобритании и других европейских стран. Территория впоследствии была раздроблена на более малые участки в связи с изменениями механизмов землепользования, образованием мелких хозяйств и городков.
В 1908 году регион был выбран в качестве будущей столицы страны. В 1909 году Новый Южный Уэльс официально передал правительству Австралии территорию и дополнительные участки земли на территории Джервис-Бей для создания морского флота столицы. Область стала официально подконтрольна правительству Австралии в качестве федеральной столичной территории 1 января 1911 года. Началось планирование и строительство Канберры вместе с парламентом Австралии, переместившегося туда в 1927 году. Изначально территория была известна как Территория федеральной столицы, однако с 1938 года официально приняла название Австралийская столичная территория. Канберра была построена для размещения правительства, в то время как на прилегающих к ней территориях были построены дамбы, созданы плантационные леса и образованы охраняемые зоны. Консультативный совет был образован в 1930 году, который включал некоторое предвыборное управление.
Первоначально рост Канберры и Австралийской столичной территории был медленным. Американский архитектор Уолтер Бёрли Гриффин выиграл конкурс на лучший проект новой столицы Австралии и был назначен для наблюдения за его строительством. Он часто спорил с австралийскими властями во время его работы над дизайном Канберры, а также считал, что Первая мировая война препятствовала прогрессу. В 1921 году он был уволен в связи с Великой депрессией и вместо него проектированием занялись несколько специально созданных органов планирования. В послевоенный период премьер-министр Австралии Роберт Мензис рассматривал состояние Канберры как плачевное и возглавил управление развития города. Под его правлением (которое длилось более десяти лет) развитие столицы было быстрым. Комиссия по национальному развитию Австралии, которая была образована в 1957 году, имела бо́льшую мощь, чем её предшественники и закрылась через четыре десятилетия споров о форме и дизайне озера Берли-Гриффин (центральной части столицы); строительство озера закончилось в 1964 году после четырёх лет работы. Споры побудили развитие парламентского треугольника (основной части дизайна озера), с момента образования которого, различные здания государственной важности стали строиться на берегу озера. Был построен Австралийский национальный университет, скульптуры и памятники. Население Канберры стало возрастать в среднем на 50 % каждые пять лет в период с 1955 по 1975 гг. благодаря проведению более согласованной политики. Новые жилые земли были образованы благодаря городским центрам в 1960-х и 1970-х гг.
В 1949 году территория получила своё первое представительство в парламенте, однако, с ограниченным правом голоса. В 1974 г. она стала полноправным членом, однако на её территории имелась консультативная палата собрания. В 1988 году Австралийская столичная территория получила атрибуты самоуправления и законодательное собрание с большинством полномочий и обязанностей австралийского штата. Законодательным собранием были легализованы некоторые вещи, которые были запрещены в других частях Австралии, например такие, как проституция и рейтинг порнографии. В 2006 году попытки разрешить однополые браки были отклонены федеральным правительством.

## Доевропейская история

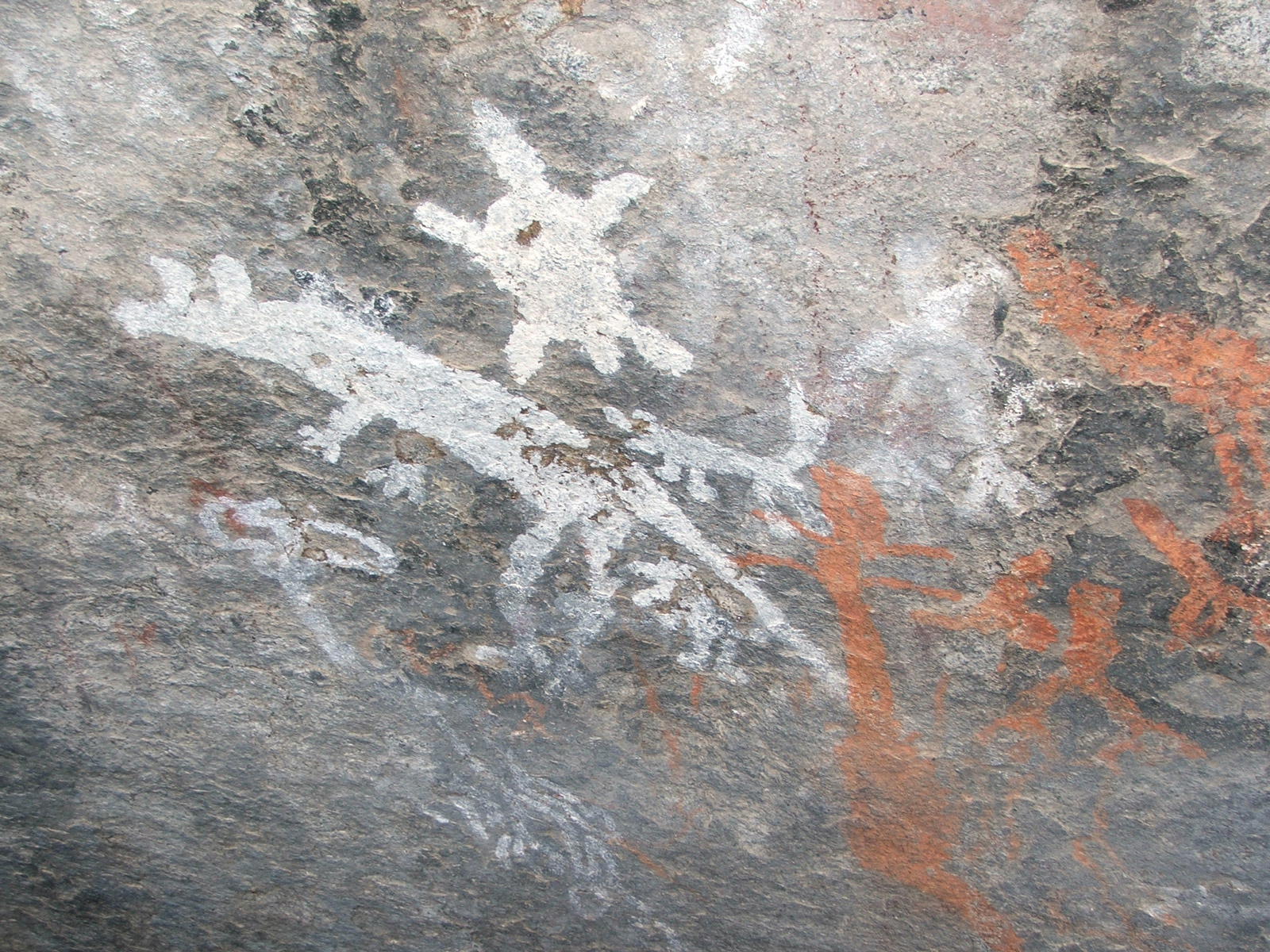
Наскальный рисунок, на котором изображены кенгуру, динго, эму, человек и ехидна или черепаха.

Коренные народы Австралии жили задолго до образования Австралийской столичной территории. Антрополог Нормар Тиндейл предложил, что существовало несколько основных групп: Нганнавалы, на юге от них были Нгариго и Валгалу, Вандандиане на востоке, Гандагарцы на севере и Вираджури на северо-западе.
Археологические данные, полученные из пещеры в горе Бирригай, расположенной в заповеднике Тидбинбилла, указывают на то, что первые жилища появились здесь примерно 21000 лет назад. Вполне возможно, что эта территория была обитаема ещё 40000—62000 лет назад, учитывая, что остались свидетельства присутствия аборигенов на юго-западе Нового Южного Уэльса. Ещё одним местом считаются жилища в горе Богонг, которые являются старейшим доказательством присутствия аборигенов, питавшихся молью Богонг. Эти насекомые были важным источником пищи для аборигенов в австралийских Альпах и накапливались тысячами в пещерах и расщелинах, где они собирались, обжаривались в песке или пепле и затем съедались. Многие другие культурно и археологически значимые места известны по всей территории, включая пристанища, скалы, множественные кремни и др. Гора Тидбинбилла, как полагают учёные, давно используется аборигенами для их церемоний.

## Исследования
После первых европейских поселений потребность в пахотных землях стала увеличиваться. Губернатор Лаклан Маккуори поддержал изучение новых земель к югу от столицы, включая изучение сухопутных путей к территории Джервис-Бей, которая позже будет включена в качестве прибрежного владения Австралийской столичной территории. В 1818 году Чарльз Тросби, Гамильтон Хьюм, Джеймс Михан и Уильям Кёрнс задались целью найти этот маршрут, который был найден в том же году Тросби и Кёрнсом.

Местоположение АСТ.

В 1820-х годах началось строительство дороги в районе Канберры из Сиднея в городок Гоулберн под руководством Тросби и его надзирателя Джозефа Вилда. Работая на проекте, Тросби узнал от местных аборигенов о близлежащей реке и озере, в результате чего он послал Вилда с малой группой изучить этот район. Немного позднее 19 августа 1820 года Вилд прибыл на северный берег озера Лейк Джордж. В октябре 1820 года губернатор Маккуори посетил это место, и пока он был при исполнении своих обязанностей, Тросби посетил это место, о чём он и проинформировал губернатора. В сопровождении Вилда и Джеймса Вогана он отправился на юг в сторону реки Маррамбиджи. Поиск был неудачным, однако ими была открыта река Ясс, которая по предложению губернатора стала частью Австралийской столичной территорией.
Вторая экспедиция была образована вскоре после первой. Тросби вместе со своим племянником Карлом Тросби Смитом, Вилдом и Воганом открыли реку Молонгло и Квинбеян став первыми европейцами, образовавшими эти места. Однако им не удалось найти реку Меррамбиджи, после чего Смит заявил, что реки не существует. Вопрос о существовании этой реки был решён в 1821 году. Тросби возглавил третью экспедицию и успешно достиг водотока, по пути впервые описывая в детальнейших подробностях место, где сейчас располагается Канберра.
Следующая важная экспедиция в этот район была послана в 1823 году. Вилд был нанят бригадир-майором Джоном Оуэном и капитаном Марком Кюрри для их сопровождения к реке Меррамбиджи. Они проходили вдоль южной стороны реки и назвали одну область равниной Изабеллы, в честь Марии Изабеллы Брисбен (1821—1849), двухлетней дочери Томаса Брисбена, губернатора Нового Южного Уэльса. Из-за невозможности перехода реки рядом с деревней Тарва они продолжили свой путь к равнине Монаро. Последняя экспедиция в этот регион была предпринята Алланом Каннингемом в 1824 году. Он сообщил, что этот регион пригоден для выпаса скота, вскоре после чего было образовано поселение на равнине Лаймстоун.

## Ранние поселения

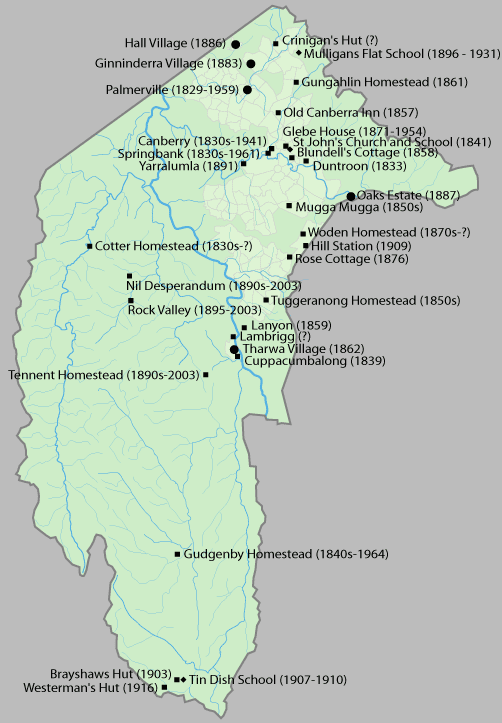
Наиболее значимые для Австралийской столичной территории места до 1909 гг.

После того как были определены границы для поселений Нового Южного Уэльса, равнина Лаймстоун была открыта для поселенцев. Первый грант на землю был выдан Джошуа Джону Муру в 1823 году, с которого в 1824 году началось строительство усадьбы для его прислужников в месте, известном сейчас как Актон Пенинзула. Мур официально купил землю в 1826 году, и назвал свою собственность Канберре, или Канберра, которую он никогда не посещал. Площадь земли составляла 4 км² (1,5 квадратных мили) и покрывала большую часть будущей Северной Канберры. Рядом с восточной границей земли Мура было образовано поселение Дантрун, главным в котором являлся Джеймс Айнсли от имени Роберта Кэмпбелла. Джону Палмеру была дарована земля в этом регионе, которая в 1826 году перешла во владение к его сыну Джорджу. Он основал Палмервиль рядом с устьем Гинниндерра в 1829 году, строительство которого закончилось в 1861 году. Во владении Палмервиль, в районе Гинниндерра, была образована первая школа, просуществовавшая с 1844 по 1848 гг. Первая школа в будущей Канберре была открыта в Дантруне (пригороде Канберры), рядом с церковью Святого Джона, вскоре после чего Дантрун станет районом Рид в 20 веке. Первая церковь Канберры была освящена и открыта для посещения в 1845 году.
Область Таггеранонг, расположенная в 10 км (6,2 мили) к югу от реки Молонгло, в 1827 году была впервые заселена Питером Мердоком. Усадьба Ванниаса (также известная как усадьба Таггеранонг) была образована в 1836 году Джоном Макквоидом, а первые постройки в районе Ланьон, владельцем которого являлся Джон Ланьон и Джеймс Врайт, образованы в 1838 году. Деревня Тарва была образована 1834 году, усадьба в которой называлась Куппакумбалонг и образована благодаря Джеймсу Врайту в 1839 году. Деревня Тарва считается старейшим официальным поселением в Австралийской столичной территории.
Поселенцы двинулись дальше на юг в место, известное сейчас как национальный парк Намаджи. Уильям Герберт подал заявку на землю Ороррэл Вэлли в промежутке между 1826 и 1836 гг., в то время как в 1830-х гг. Гаретт Коттер жил в месте, которое позже в его честь было названо Коттер Ривер Вэлли. В конце 1830-х годов были образованы ферма Бобойан (англ. The Boboyan Homestead) и станция. Гадженби было образовано в начале 1840-х годов, ферма Гадженби была построена примерно в это же время. К 1848 г. большинство крупных земель Намаджи было заселено.
В этом регионе широко использовался труд заключённых, и первыми бушрейнджерами (англ. bushranger — беглый преступник) были каторжники. Джон Теннант, являвшийся одним из первых и самых известных бушрейнджеров в регионе, жил в укрытии, расположенном в горе Теннант, за Тарвой. С 1827 года он проводил рейды на местные фермы, воруя запасы, еду и имущество, а затем был арестован через год; позднее повешен в Сиднее за его преступления. Беззаконие в регионе привело к назначению первого судьи 28 ноября 1837 года, которым являлся Таскер Фаунс и был известен как Железный Фаунс (англ. Ironman Faunce) благодаря его работе в Брисбен Уотер. Судья курировал правовые вопросы и выдавал лицензии на производство ликёра нескольким предприятиям, первым из которых был Elmsall Inn в районе Дантруна в 1841 году. Значительный приток населения пришёлся на 1850-е гг. благодаря золотой лихорадке, в частности в месте Киандра (англ. Kiandra rush) в 1859—1860 годах. Из-за лихорадки было установлено дорожное сообщение между Сиднеем и регионом благодаря компании Cobb & Co, которая перевозила пассажиров и доставляла письма. Первые почтовые отделения были открыты в Гинниндерре в 1859 году и в Ланьоне годом позднее. Деятельность бушрейнджеров продолжилась из-за лихорадки: австралийцы по происхождению, бандиты Бен Холл и братья Кларки, активные в этом регионе, воровали конную почту и перевозимое золото.

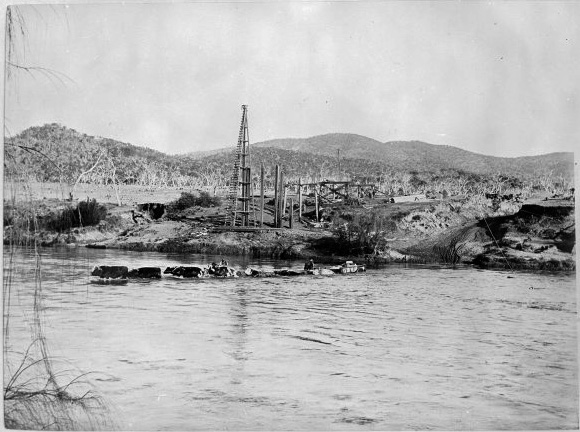
Строительство моста Тарва, 1893 год. Мост, являющийся старейшим в Австралийской столичной территории, пересекает реку Маррамбиджи в востоке от её центра.

Теренс Обри Мюррей родился в Ирландии в 1810 году и попал в Сидней вместе с его отцом (отставным офицером) и родными в 1827 г. В 1837 г. он приобрёл овцеводную станцию при Ярралумле, которая позже была расширена и пристроена к усадьбе Ярралумла. Он был избран представителем округов Мюррей, Кинг и Джорджиана в первом частично выборном законодательном совете 1843 года. В год образования ответственного правительства (1856 г.) Мюррей стал членом первого законодательного собрания, представлявшего электорат избирательного округа Южных Поселений — в том числе близлежащего Квинбеяна — и в 1859 г. он представлял избирательный округ Аргайл, в том числе его пасторальное поселение Виндеррадин, расположенное на территории деревни Коллектор севернее Канберры.
Земляные Акты Робертсона и Ближних Поселений изменили механизм предоставления землевладений, в результате чего были разорены множественные деревни в Новом Южном Уэльсе. На протяжении 1860-х гг. в связи с образованием нового законодательного правительства, мелкие фермеры, прозванные «селекторами», переехали в Австралийскую столичную территорию и заняли земельные участки, находящиеся между поместьями богатых землевладельцев.
В колониальное время, до образования Австралийской столичной территории, европейские сообщества на землях Гинниндерры, Молонгло и Таггеранонга образовали прилегающие земли; на последних разводили, в основном, овец, лошадей и выращивали зерновые. Регион также известен как район Квинбеян, или Ясс, который был назван в честь двух крупнейших городов области. Деревни Гинниндерра и Тарва были образованы для обслуживания местных аграрных общин. В 1882 г. были проданы первые ассигнации в деревне Холл, названной после пасторалиста Генри Холла. К 1901 г. деревня стала городком со своим отелем, кузницей, сапожней, двумя магазинами и др.
В 1886 г. агроном Вильям Фаррер создал исследовательскую ферму «Ламбригг» на южных берегах реки Маррамбиджи, современной Таггеранонг. Фаррер экспериментировал с ржавчиной и устойчивой к засухе пшенице; он производил сорта, которые широко использовались многими фермерами, после чего благодаря ему Австралию стали считать их крупным производителем. Мост через Тарву, являющийся старейшим мостом в регионе, был открыт в 1895 г. и являлся первым мостом, пересекающим реку Маррамбиджи. К 1911 году, после перехода региона под федеральный контроль, население выросло до 1714 поселенцев.

## Отношения с коренными народами
В течение первых двадцати лет контакты с аборигенами были редкими. Джозеф Франклин купил землю на горе Бриндабелла в 1849 году и попытался возвести животноводческую ферму. Его скот был вырезан местными аборигенами, и ему пришлось уйти из гор. Нападение конвоя в район Киандры через Бриндабеллу и горы, располагающиеся в западе от Австралийской столичной территории, привело к конфликту между коренными народами. По прибытии в горный район Бриндабеллы Франклина (1863 г.) коренное население было значительно сокращено.
В последующие года Нганнавалы и другие местные племена аборигенов практически прекратили своё существование и были разделены между собой, перестав вести традиционный образ жизни. Те общины, которые выдержали давление и истребление от переселенцев, были либо переведены в местные поселения, либо переселялись в более отдалённые места, созданные правительством Нового Южного Уэльса в концах 19-го века. Дети от смешанных браков, как предполагается, были переведены в поселенческие общины. Впоследствии Нганнавалы рассматривались как исчезнувший род; в параллельной ситуации тасманийцы считают себя предками Нганнавалов до сих пор. На этот счёт в наше время были споры о том, кто действительно является членом Нганнавальской общины.

## Поиск места для столицы
Выбор места для образования столицы Нового Южного Уэльса начался с дебатов в Федерации на протяжении 19-го века. До 1840 года Сидней был административным центром колонии, и потому была высока вероятность, что правительство будет расположено здесь. Однако мнение было изменено в результате быстрого роста населения из-за золотой лихорадки в Виктории, которое к 1860-у году переросло население Сиднея. Открытие месторождений золота способствовало росту финансовой базы Мельбурна, в результате чего в один момент она составила «около 5 % от всех доходов Британской империи». Таким образом, через некоторое время Мельбурн стал равняться по размерам и экономическому влиянию с Сиднеем, из-за чего стал обладать дополнительными административными полномочиями.

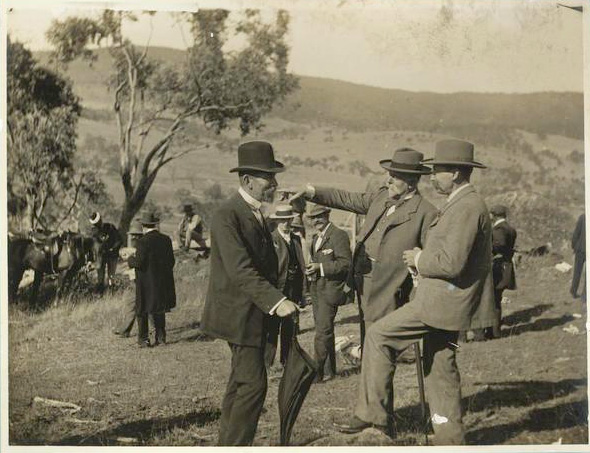
Сенаторы ищут возможное место для новой столицы рядом с Тумутом, Новый Южный Уэльс. В конце концов место для столицы Австралийской столичной территории было выбрано в 50 км к востоку от городов Ясс и Канберра.

На первом обсуждении в Федерации было высказано множество мнений по поводу местоположения столицы. Ранее выступавший за Австралийскую федерацию, Джон Данмор Ланг, предложил Сидней, однако Генри Паркс — известный политик Нового Южного Уэльса и премьер — предложил расположить столицу на «нейтральной территории», выбирая город Олбери (Олбери был расположен в Новом Южном Уэльсе, однако, несмотря на это, он располагается на реке Муррей, разделяющей Новый Южный Уэльс и Викторию).
В 1898 г. референдум по предложенной Конституции был проведён в четырёх колониях — Новый Южный Уэльс, Виктория, Южная Австралия и Тасмания. В трёх последних колониях референдум набрал большинство голосов, а в первой не получил минимальное число голосов, необходимых для принятия законопроекта. После такого результата была проведена встреча четырёх премьеров в том же году; в ходе этой встречи Джордж Рид сказал премьеру Нового Южного Уэльса, что для принятия законопроекта нужно образовать новую столицу в НЮУ. Предложение было подтверждено тремя другими премьерами, после чего текст в Секции 125 Конституции Австралии был изменён таким образом, что в нём говорилось о создании национальной столицы «в штате Новый Южный Уэльс». Более того, ими было указано примечание, говорящее о том, что её расположение должно быть не менее чем в 100 милях (160,9 км) от Сиднея. Если законопроект был бы принят, то Мельбурн стал бы временным местом расположения правительства до тех пор, пока не закончились поиски местоположения новой столицы. В 1899 году референдум о пересмотренном законопроекте был подтверждён большинством голосов и закончился успехом.

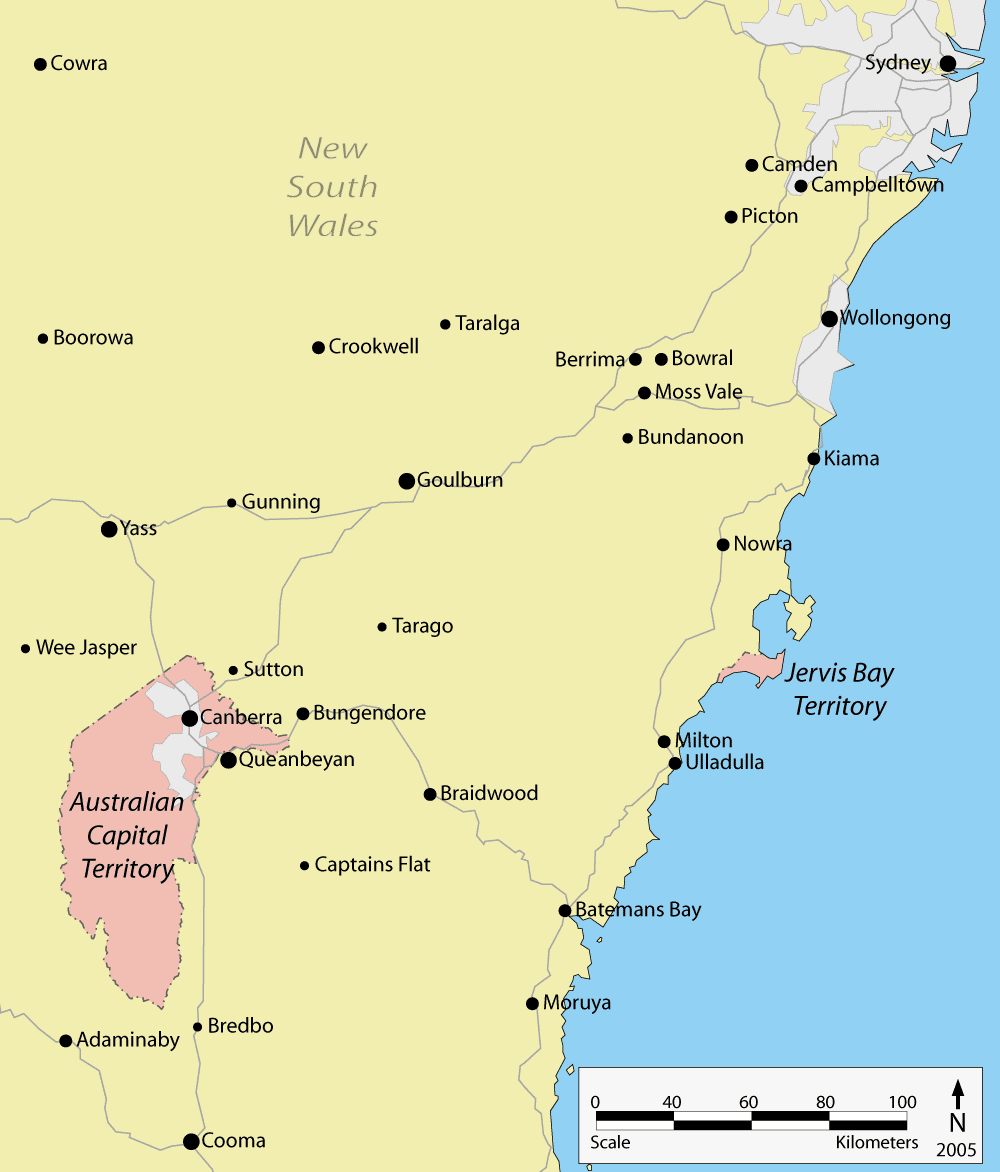
Расположение Австралийской столичной территории и территории Джервис-Бэй по отношению к Сиднею.

Тем не менее, ясный ответ на вопрос о том, где будет расположена столица дан не был. Первоначально был предложен город Бомбала, расположенный далеко на юге от Нового Южного Уэльса, к которому позднее были добавлены Монаро (с которым он объединялся с Бомбалой), Ориндж и Ясс. Джон Си, премьер Нового Южного Уэльса предложил на выбор три из рекомендованных городов в качестве будущей столицы. Эдмунд Бартон, первый премьер-министр нового Федерального правительства, добавил ещё несколько: Олбери, Тамуэрт, Армидейл и Тумут, после чего члены нового правительства посетили предложенные города в 1902 г. Посещение не принесло никаких результатов, и по их возвращении было решено передать этот вопрос Королевской Комиссии и министру внутренних дел Вильяму Лину, в котором предлагалось остановить свой выбор на Тумуте или Олбери — местах, которые он предлагал. Впоследствии комиссией парламенту в 1903 году был представлен доклад, который в определённом порядке (Олбери, Тумут и Орендж) рекомендовал указанные города. Однако проблема оставалась из-за того, что Палата представителей поддержала Тумут, в то время как Сенату был предпочтительнее Бомбала. В результате принятие законопроекта было просрочено, после чего место для столицы должно было устанавливаться следующим парламентом.
Заседание нового парламента было проведено в 1904 году, на котором был достигнут компромисс — выбор остановился на Далгети, который, как и Бомбала, был расположен в районе Монаро. Таким образом, Акт правительственного заседания в 1904 году указывал на то, что этот вопрос был решён. Однако, в то время как Федеральный Парламент поддержал выбор города Далгети, правительство Нового Южного Уэльса этого не сделало, и, как оказалось, оно высказало нежелание уступать значительные территории требуемые федеральным правительством.

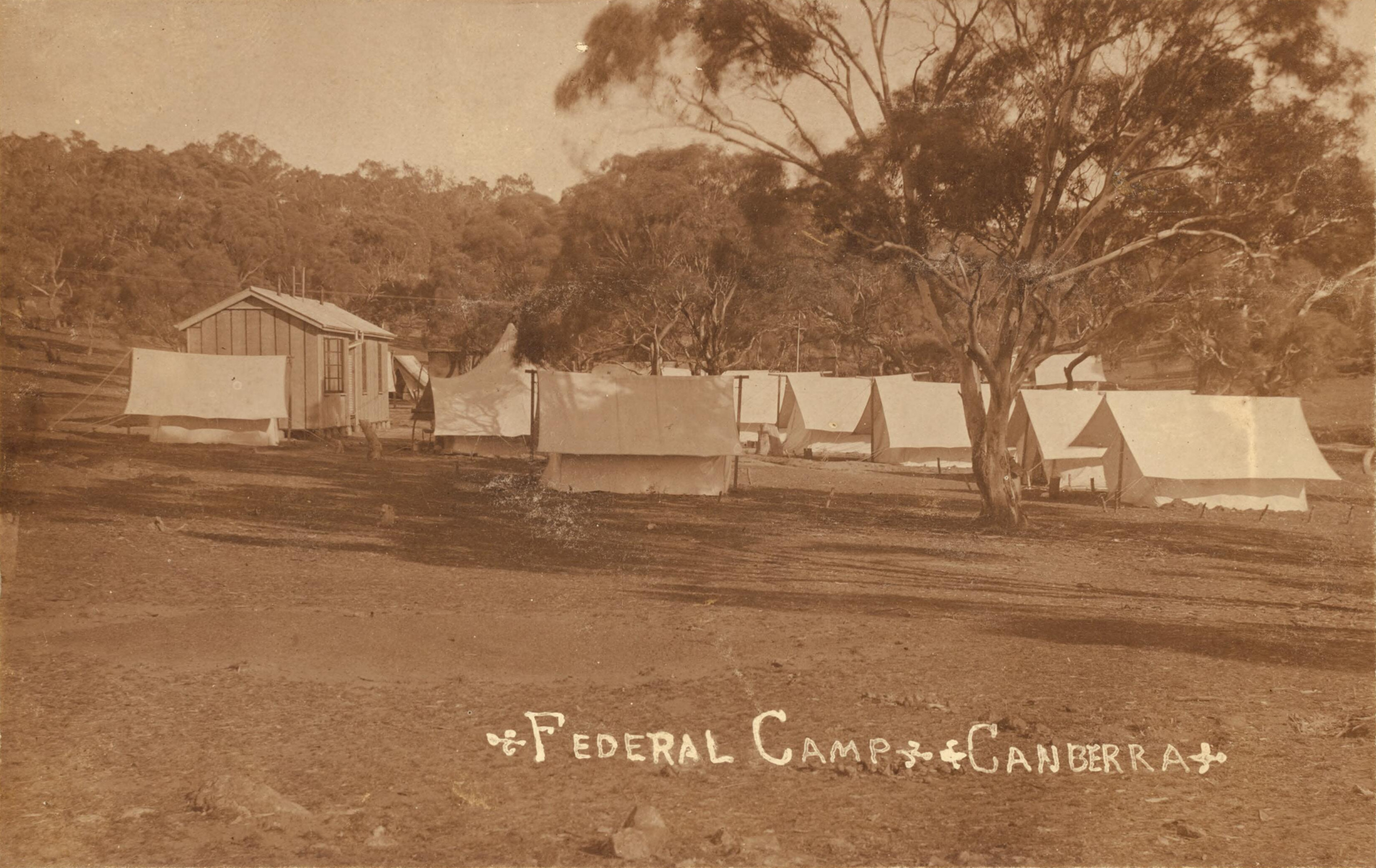
Федеральный столичный лагерь был образован примерно в 1909 году. Обширные исследования Чарльза Скривенера и его команды закончились в 1915 г.

В итоге, в 1906 году Новый Южный Уэльс всё же согласился уступить некоторое количество земель, но с условием, что расположение столицы должно быть в районе городов Ясс и Канберры и ближе к Сиднею. После турне по региону нескольких сенаторов и членов федерального парламента в 1908 году было организовано новое голосование в федеральный парламент, в котором предлагалось выбрать 11 городов. Первоначально предпочтение отдавалось Далгети, но затем к восьмому раунду города Ясс и Канберра вышли в лидеры, а уже к девятому раунду было утверждено место для столицы. Результаты были подтверждены новым Актом правительственного заседания в 1908 году, который отменял решение 1904 года и указывал на образование столицы в районе городов Ясс и Канберры.
Назначенный правительством геодезист Чарльз Скривенер прибыл в регион в том же году с целью наметить конкретный район и затем, после обширных поисков, остановиться на нынешнем месте, в 300 км (186,4 мили) к юго-западу от Сиднея в предгорном районе Австралийских Альп.

## Образование территории в законодательстве

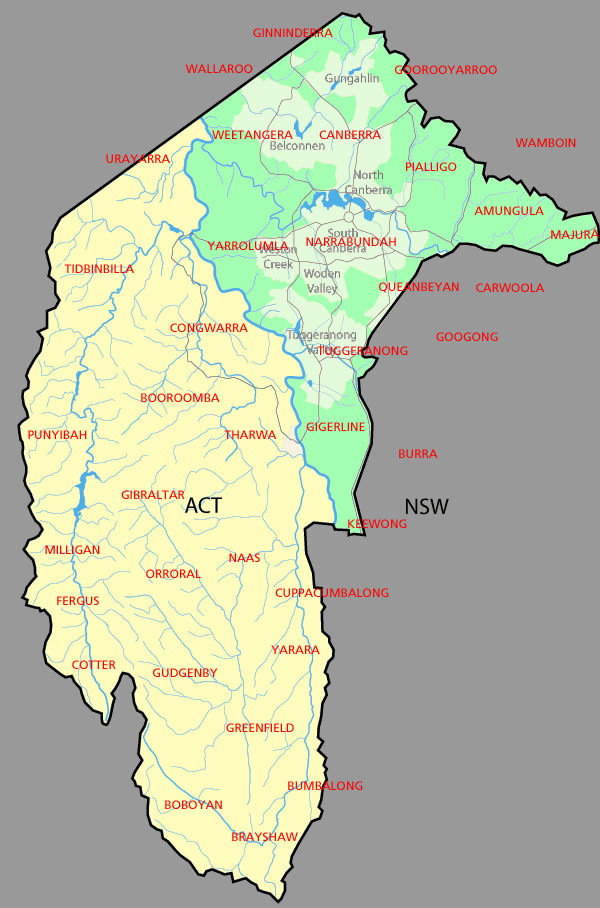
Карта, показывающая административное деление Австралийской столичной территории. Зелёным цветом отмечен район Мюррей, а жёлтым — Коули.

В 1909 году Новым Южным Уэльсом были переданы земли под федеральный контроль для образования Федеральной столичной территории; для этого было издано два законодательных акта: Акт заседания государственного принятия в 1909 году и Акт заседания государственной передачи в 1909 году. Акты передавали Коронные земли районов Мюррей и Коули Содружеству (англ. Commonwealth), общие размеры которых составляли 2330 км² (900 квадратных миль), а также восемь земельных участков рядом с Джервис-Бей. Все частные земли в районе должны были быть выкуплены Содружеством. Помимо этого, Акт заседания государственного принятия давал Содружеству права на содержание и использование водных ресурсов рек Квинбеян и Молонгло.
В 1910 г. благодаря Акту правительственного (административного) заседания в 1910 году была образована правовая основа Территории. В Акте указывалось, что законы на Территории могли быть созданы Содружеством, постановления и указы Генерал-Губернатором и Австралийская столичная территория подпадала под юрисдикцию Верховного суда Нового Южного Уэльса. После вступления в силу Акта 1 января 1911 года контроль над Территорией официально на себя взяло Содружество. Акт сохранял за собой конституционную основу для принятия дальнейших законов в Австралийской столичной территории вплоть до начала её самоуправления в 1989 г. Кинг О’Мэлли, министр внутренних дел Австралии, который был ответственен за создание Австралийской столичной территории на законных основаниях, предложил создать «сухой» закон; позднее этот закон был одобрен Федеральным парламентом и отменён в 1928 г. До последней даты местные жители отправлялись в соседний город Квинбеян, пересекая границу Нового Южного Уэльса, для того, чтобы отдохнуть в выходные дни. В 1938 г. Территория была официально переименована в Австралийскую столичную территорию.
Акт принятия территории Джервис-Бей в 1915 году и Акт заседания государственной передачи в 1915 году Нового Южного Уэльса образовывали территорию Джервис-Бей, которая рассматривалась как часть Федеральной столичной территории со всеми применимыми к ней законами.

### Возобновление и лишение прав
До окончательного решения места образования столичной территории местные землевладельцы и жители Квинбеяна смотрели положительно на возможность иметь территорию, расположенную неподалёку. Они надеялись, что в результате это приведёт к улучшению местной инфраструктуры, так как увеличивался спрос на местные товары и услуги, и, соответственно, повышалась стоимость земель. Предполагалось, что существующие договорённости на фригольд будут оставаться и что владельцы, земли которых не понадобились для нужд города, могли извлечь из неё выгоду.
Однако такого не произошло. Законодательство ограничивало земли, отдающиеся в лизгольд (земля, купленная на правах аренды), а не фригольд. Это позволяло избежать земельную спекуляцию и давало национальному правительству, как арендодателю, бо́льший контроль над развитием. Землевладельцы были обеспокоены тем, что в законодательстве был ряд недостатков: определение ценности земель устанавливалось принятым Актом (8 октября 1908 года), который не предусматривал никаких компенсаций за улучшения, сделанные на земельном участке, и собственники не имели право первого отказа в том случае, когда их земля предлагалась в аренду.
Наряду с потерями своих земель, местные жители обнаружили, что они были лишены ещё и гражданских прав. Теперь, находясь в Австралийской столичной территории, они потеряли свои голоса в правительстве Нового Южного Уэльса, и их количество было слишком мало для того, чтобы гарантировать своё место в новом федеральном парламенте. Как результат, они не имели своего представительства, через которое могли быть высказаны голоса против законодательства.
В ответ на это жителями была организована Ассоциация Бдительности (англ. Vigilance Association), целью которой была защита их интересов на протяжении времени образования новой столичной территории. Правовые изменения для возвращения земель были неудачны, однако Ассоциация добилась некоторых уступок: правительством были выплачены деньги за улучшение земель и землевладельцы получили право первого отказа на сдачу в аренду старых земель. По состоянию на 2010 год все земельные участки в Австралийской столичной территории находились в 99-летней аренде в качестве Коронных земель.

## Развитие Канберры

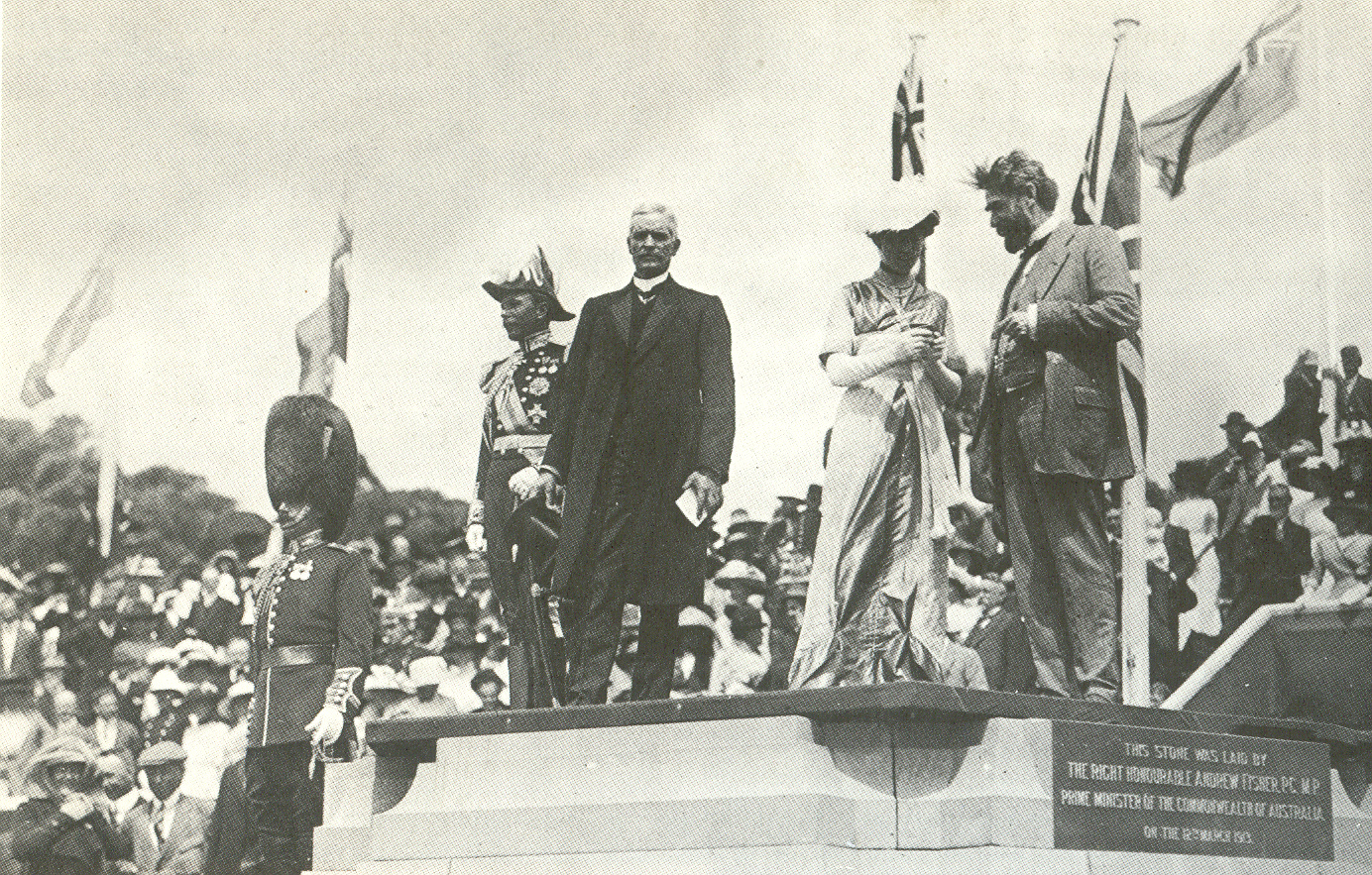
Церемония именования города Канберра, 12 марта 1913 года. Премьер-министр, Фишер Эндрю (стоит в центре, в чёрном пальто). По правой стороне от него генерал-губернатор Лорд Денман, а слева Гертруда Денман.

Одним из первых федеральных объектов, образованных на Территории, был Королевский военный колледж, который находится на территории Дантруна и открылся в 1911 году. До этого в Австралии не было официально подготовленных офицеров, которые были нужны в связи с изменением военной модели, возникшей после Федерации.
В том же году был проведён международный конкурс дизайна будущей столицы, победителем которого в 1912 г. стал чикагский архитектор Уолтером Бёрли Гриффинсом. Предложение Гриффина, представленное его женой, архитектором Мэрион Махони Гриффин, изобиловало геометрическими узорами, которые включали в себя гексагональные и восьмиугольные улицы, выходящие из нескольких центров. Архитектурная композиция имела в центре себя озеро, окружённое обширной естественной растительностью. Предложение Гриффина было «величайшим из когда либо предоставленных, а схема имела привлекательную простоту и ясность». Озёра и геометрия схемы были специально созданы таким образом, чтобы их относительное положение было связано с различными природными топографическими ориентирами. Более того, это было предназначено для согласования с геометрическими осями зданий республиканского значения и природных достопримечательностей. Позднее, Скривенер был назначен правительственной комиссией ответственным за изменения в победившем проекте Гриффина. Им было рекомендовано построить менее сложные геометрические формы, на что Гриффин ответил отрицательно, заявив, что геометрия была «одним из смыслов существования декоративных вод»; позднее он отверг своё высказывание. Новый предложенный дизайн подвергся критике, будучи «уродливым».
Официально Канберра получила своё название 12 марта 1913 года, после чего сразу же началось её строительство. После официального отказа от утверждения плана Гриффин был приглашён в Канберру для обсуждения вопроса. По прибытии в августе 1913 года он был назначен Федеральным директором проектирования и строительства столицы (англ. Federal Capital Director of Design and Construction) на срок три года. Бюрократические проволочки задерживали работу Гриффина, в результате чего Королевская Комиссия в 1916 году наделила его полномочиями для выполнения плана, узурпировавшегося некоторыми должностными лицами. Гриффин состоял в напряжённых деловых отношениях с австралийскими властями, после чего отсутствие федерального финансирования привело к тому, что Гриффин покинул страну, и, как результат, к этому времени проделанная работа над городом была незначительна. Премьер-министр Билли Хьюз удалил Гриффина с его поста. Ко времени его увольнения, Гриффин пересмотрел свой план по надзору над земляными работами главных авеню и создал плантацию Гленлок Корк (англ. Glenloch Cork Plantation).

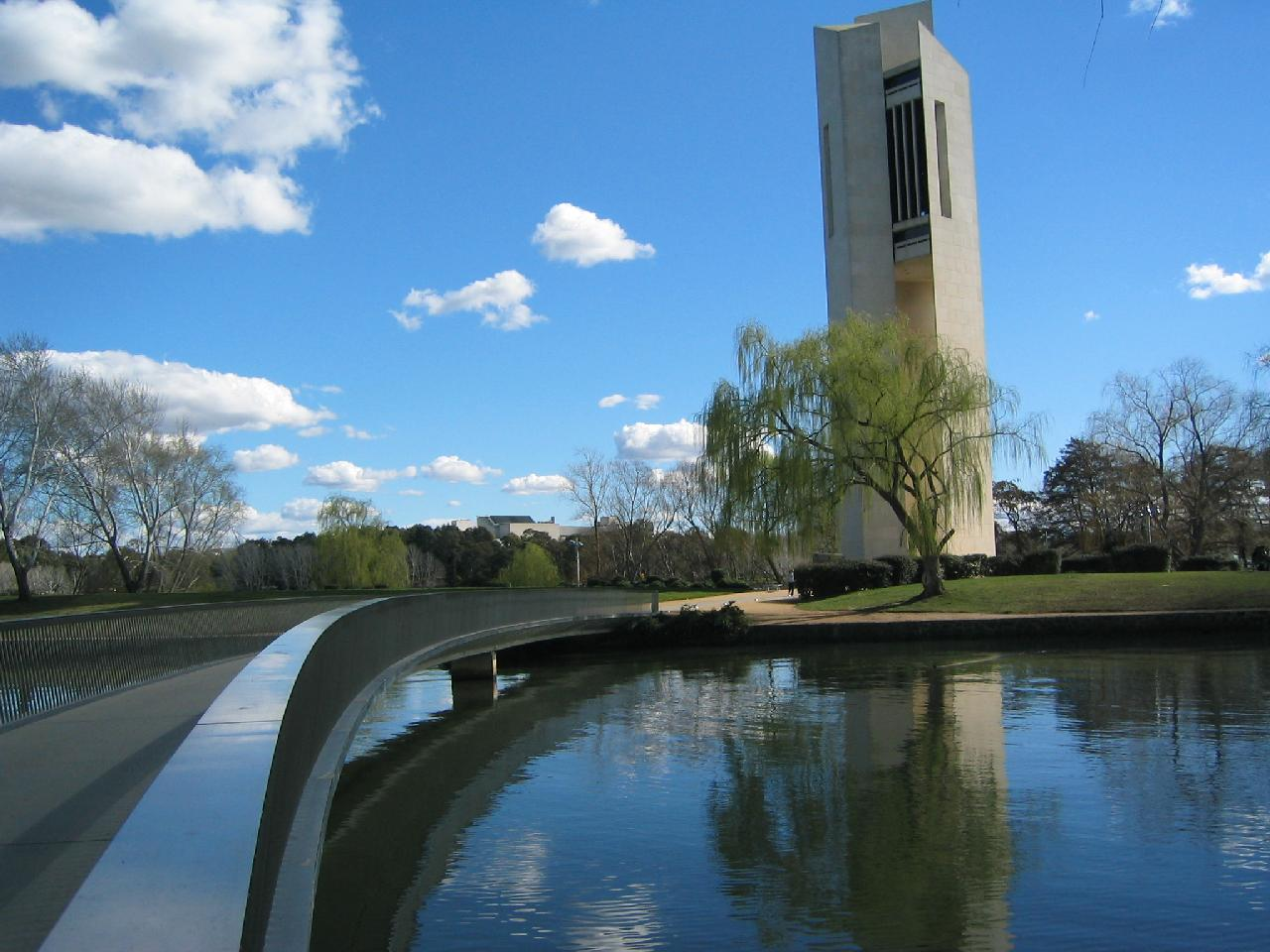
Карильон на острове Аспен, расположенный на озере Бёрли Гриффина в Канберре, празднует 50-летие Австралийской национальной столицы.

После ухода Гриффина был создан Федеральный столичный консультативный совет, целью которого было консультирование управления по строительству. Комитет добился незначительных успехов, однако председатель, Джон Сулман, сыграл важную роль в применении идеи города-сада в плане Гриффина. Комитет в 1925 году был замещён Федеральной столичной комиссией. Целью этой комиссии был перенос Парламента Содружества и государственной службы из Мельбурна в Канберру. Федеральное правительство официально поменяло свой адрес 9 мая 1927 года с образованием и переездом в Предварительное здание Парламента. Первыми действиями парламента были отмены запрещённых законов. Государственная служба оставалась в Мельбурне, в то время как штаб-квартиры различных департаментов постепенно переходили в Канберру в течение нескольких лет. С 1938 по 1957 гг. Национальный столичный комитет планирования и развития продолжал разрабатывать дальнейший план расширения Канберры. Однако из-за того, что этот комитет не обладал исполнительной властью решения о развитии Канберры принимались без консультаций Комитета. В период ответственности вышеуказанного комитета было построено несколько основных зданий, например, Австралийский военный мемориал, открывшийся в 1941 году. С началом Великой депрессии и после Второй мировой войны развитие столицы было медленным, и в течение десятилетия в адрес Канберры было высказано много критических отзывов, а её дезорганизованное множество зданий считалось уродливым. Канберру часто насмешливо называли «несколькими пригородами в поисках города» (англ. several suburbs in search of a city). Премьер-министр, Роберт Мензис рассматривал состояние национальной столицы как плачевное. Со временем ему удалось довести город до лидирующих позиций в развитии. Он уволил двух министров, посчитав, что их вклад в развитие слишком мал. Мензис правил в течение более десяти лет, в результате чего развитие столицы быстро ускорилось.

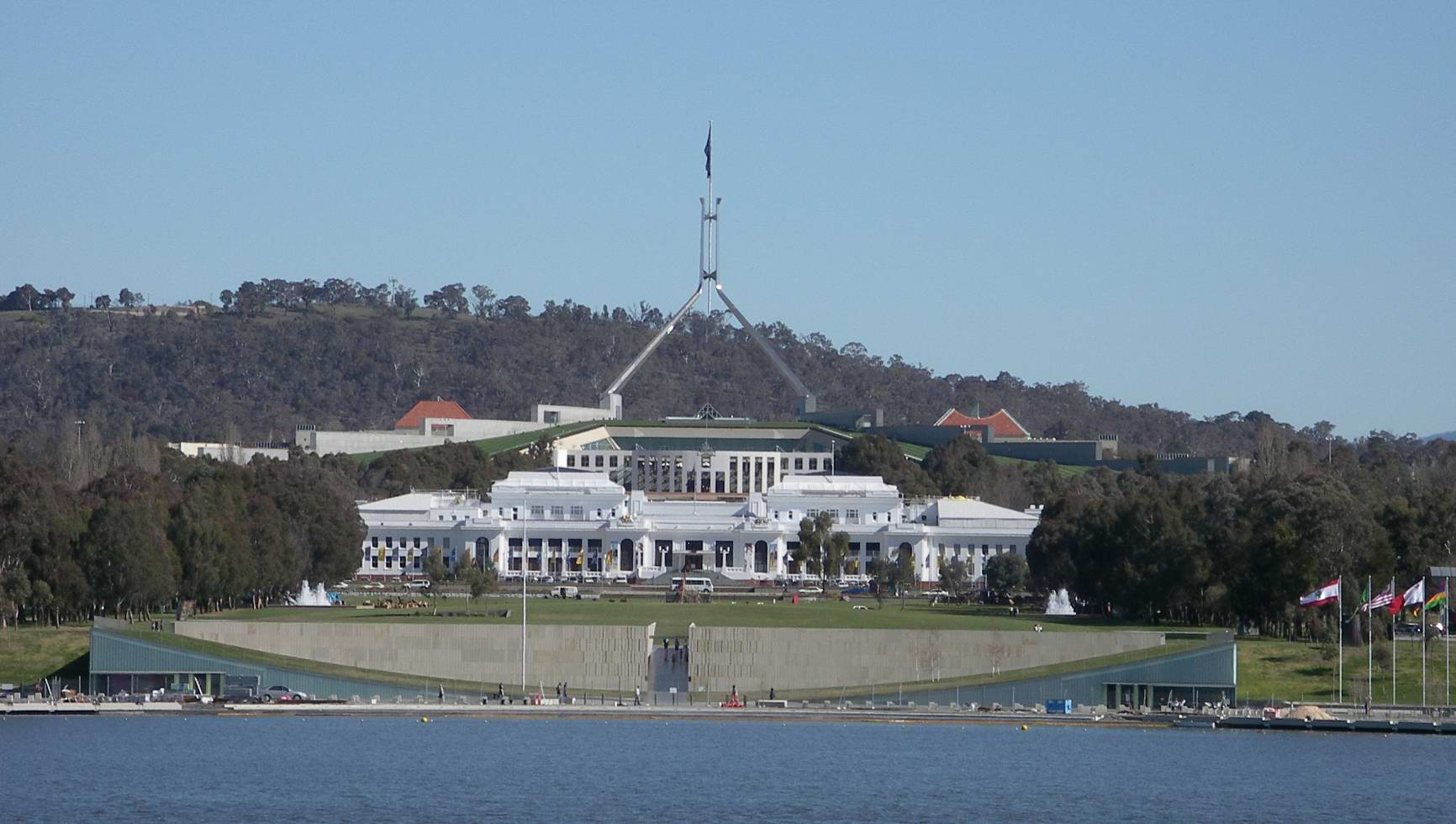
Три наиболее известных места в Канберре: озеро Берли-Гриффин, Старое здание Парламента (в центре) и Новое здание Парламента (на заднем плане).

После окончания Второй мировой войны в Канберре была нехватка жилья и офисных помещений, из-за чего Сенатским селективным комитетом (англ. Senate Select Committee) в 1954 году было проведено слушание по проблемам развития. В итоге, им рекомендовалось создать единый орган планирования с исполнительной властью. После чего комитет был заменён Национальной столичной комиссией развития (англ. National Capital Development Commission) в 1957 г. Последняя комиссия, после четырёх лет споров о формах и дизайне озера Берли-Гриффин, закончила строительство озера в 1964 году. Его окончание заложило фундамент для развития Парламентского Треугольника. В течение четырёх десятилетий после начала строительства озера на его берегу были построены различные здания государственной важности. В соответствии с планом правительства, «озеро являлось не только единственным из центральных сооружений в генплане Канберры, оно также образовывало „лицевую“ часть Национального парламентского района.» Недавно построенный Австралийский национальный университет был расширен на северном побережье озера, а также было построено несколько скульптур и памятников.
Под конец строительства центральный бассейн был расположен между зданием парламента и военного мемориала, а ландшафтный бульвар построен вдоль берегов. Новая национальная библиотека Австралии была расположена в Парламентском Треугольнике, после неё следовали Высокий суд Австралии, Национальная галерея и новое здание парламента (1988 год). В 2001 году национальный музей Австралии был построен на месте снесённой Королевской больницы Канберры, которая располагалась около берега озера.
Население Канберры по усреднённым оценкам увеличивалось на более чем 50 % каждые пять лет в период 1955—1975 гг. из-за более организованных действий властей. Для размещения новых жителей города Национальная столичная комиссия развития следила за выпуском новых жилых районов, образующих новые округа города: Уоден-Велли открылся в 1964 году, через два года Белконнен, Уэстон-Крик в 1969 г. и Таггеранонг в 1973 г. Комитет был расформирован в 1988 г. после чего его место было занято правительством Австралийской столичной территории, а также Национальным столичным органом, который был создан для наблюдения над действиями Содружества, заключавшихся в развитии национальной столицы. Канберра продолжила своё развитие вместе с образованием района Гангалин в 1990 гг.

## Развитие вне Канберры

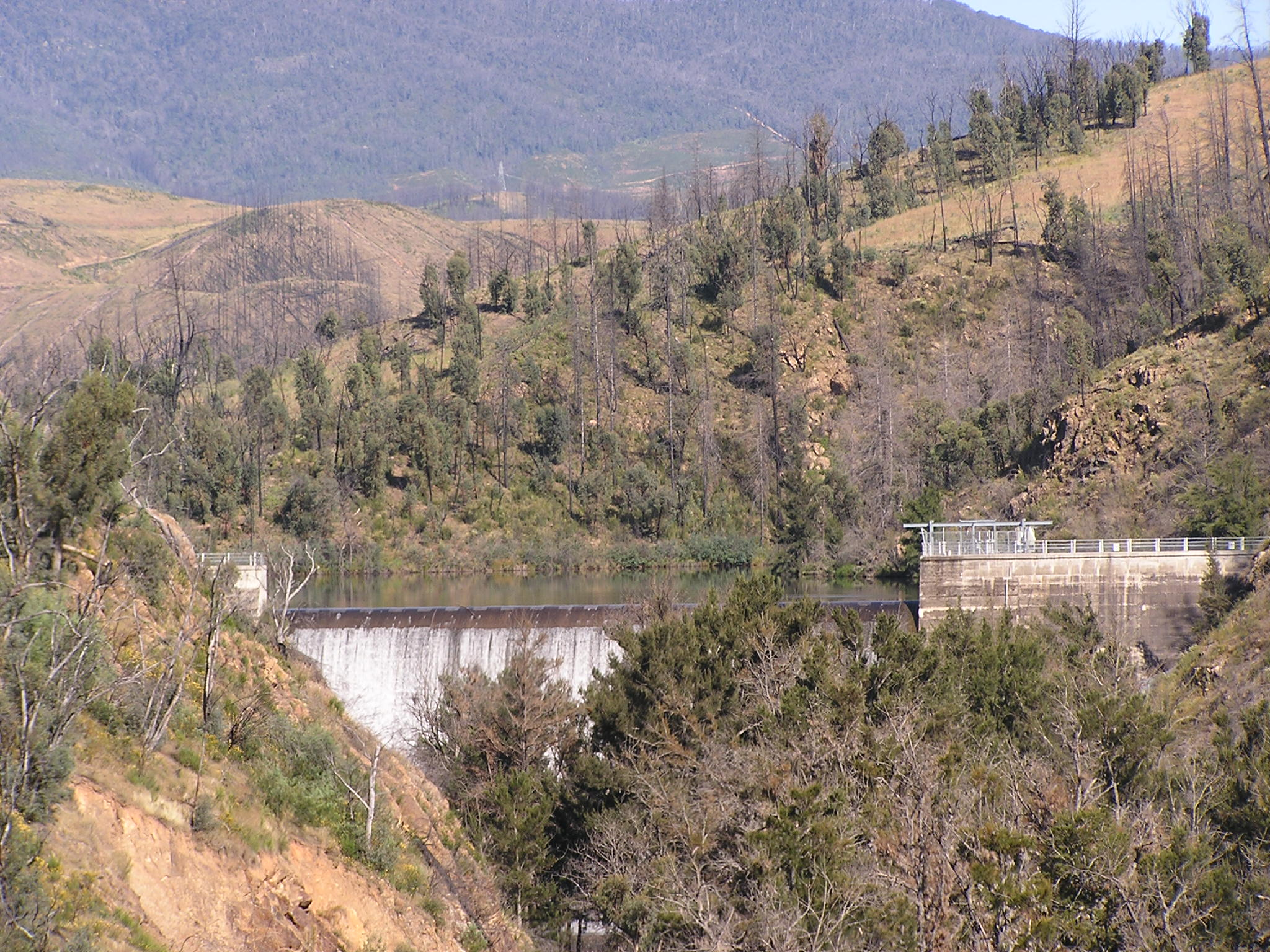
Дамба Коттер в декабре 2005 года. Окружающая её территория показывает последствия пожаров в 2003 году.

Важной задачей для образования Канберры являлось строительство водохранилищ. Дамба Коттер была первой сооружённой дамбой на реке Коттер. Строительство дамбы, высота которой составляла 18,5 м (60,7 футов), началось в 1912 году и закончилось тремя годами позднее. Её высота была увеличена до 31 м (101,7 футов) в 1951 г. Хлорирование воды на дамбе началось в 1955 г., однако в июне 1967 г. оно начало проводиться в очистной установке Маунт-Стромло. Позднее были построены ещё два строения: Бендора — бетонно-арочная дамба двойной кривизны, строительство которой завершилось в 1961 г. и Корин — земле- и скалозаполненная насыпная дамба (англ. earth and rock-fill embankment dam), строительство которой завершилось в 1968 г. В 1979 г. в Новом Южном Уэльсе на реке Квинбеян была построена дамба Гугонг.
После этого последовало развитие транспортной системы Австралийской столичной территории. В 1931 г. была закончена укладка Федеральной магистрали, соединявшей вышеуказанную территорию и город Гоулберн, а через пять лет закончилось строительство аэродрома в Дантруне. 13 августа 1940 года старший военный офицер (англ. Australia's chief military officer) и три высших министра правительства Мензиса (Джеймс Феирбёрн, Джофри Стрит и Генри Сомер Галлет) погибли в авиакатастрофе на юге от Канберры.
Бомбальская железнодорожная линия, длинной 6,5 км (4 мили), установила железнодорожное сообщение между Квинбеяном и станцией Канберра в 1914 г., а в июне 1921 была расширена до Цивика, однако мост через реку Молонгло был смыт годом позднее и с тех пор не восстанавливался. Планы по строительству железнодорожного полотна до города Ясс были закрыты. Строительство полотна, шириной 1067 мм, соединявшего кирпичный завод Ярралумла и временное здание парламента, было завершено в 1923 г. Позднее оно было достроено до Цивика, однако вся линия закрылась в мае 1927 г. Кроме этого, в планах правительства была задача установления железнодорожного сообщения между Канберрой и территорией Джервис-Бей, однако этого не произошло. Несколько объектов было построено в Джервис-Бей, включая Королевский австралийский военно-морской колледж (англ. HMAS Creswell) (строительство завершилось в 1913 г.), авиабазу Джервис-Бей и ботанические сады.
Расположенные в Австралийской столичной территории леса, почти полностью состоявшие из эвкалиптов, являлись необходимыми ресурсами для топлива и использования в быту, особенно во время экономического бума после Второй мировой войны. К началу 1960-х гг. лесозаготовки стали бедными на эвкалипты, а обеспокоенность по поводу качества воды бассейна реки Коттер привела к запрещению любого сруба деревьев на территории лесов. Интерес к лесному хозяйству начал проявляться в 1915 году с Томаса Вестона, который посадил несколько видов деревьев, включая Pínus radiáta на склонах горы Стромло. Активное лесонасаждение началось проводиться ежегодно с 1926 года с засадки территории площадью 2 км² около деревень Уриарра и Пирсес Крик. К 1938 году площадь засадки стала составлять 4 км² из-за благоприятной выгоды от снижения эрозии. В 1967 году правительство Австралии одобрило план насаждений, общая площадь которых составляла 160 км² в Австралийской столичной территории, который был выполнен к 1970 г. Лёгкость доступа к плантациям сделала их популярным местом отдыха среди жителей Канберры. На протяжении XX века значительные площади лесных насаждений были уничтожены крупными пожарами 1939, 1952, 1979, 1983, 2001 и 2003 гг.

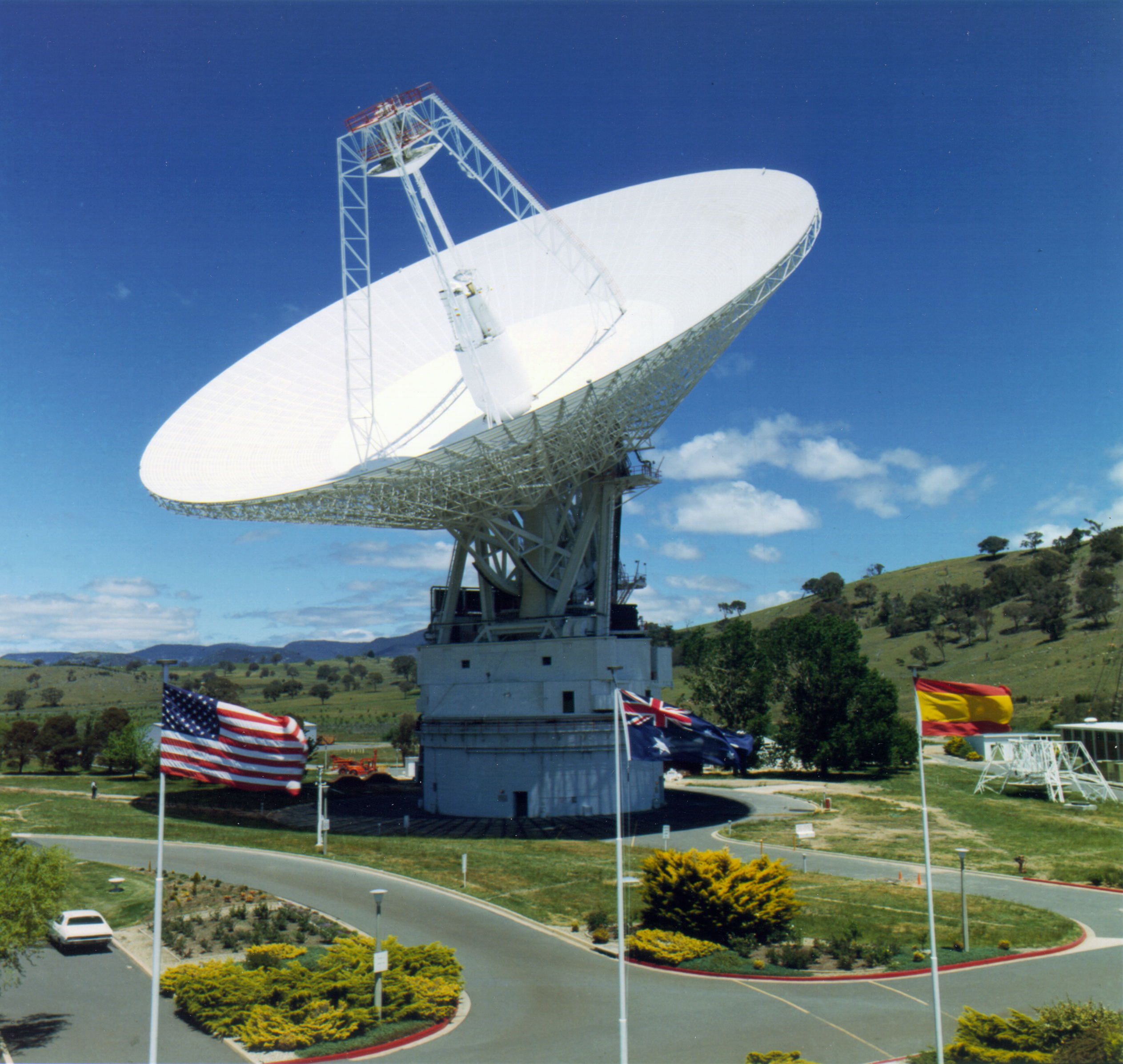
Тидбинбилльская станция слежения открыта в 1965 году.

В 1936 году для образования заповедника Тидбинбилла была выделена территория площадью 8,1 км², состоящая из лесного массива, а в 1939 г. институтом анатомии было построено ограждение для коал. Правительством была приобретена земля для образования национального парка и растительного заповедника в 1962 г., что в общей сумме стало составлять 36,3 км²; позднее эта цифра была увеличена до настоящих 54,5 км². В 1969 г. были замечены первые проявления дикой природы, после чего парк стал официально утверждён правительством двумя годами позднее. В 1984 г. был образован национальный парк Намаджи. Его площадь составляет 1,061 км² и занимает около 46 % территории Австралийской столичной территории.
В 1911 году гора Стромло была оценена как возможное место для солнечной обсерватории Содружества, которая была образована в 1924 г. Обсерватория управлялась в качестве объекта правительства Содружества до 1957 года, после которого она перешла под управление Австралийского национального университета. С 1944 по 1968 гг. обсерватория использовалась для точного определения времени в Австралии. К началу 1980-х гг. гора Стромло вместе с Сайдинг-Спрингской обсерваторией АНУ производили наиболее масштабные по своим размерам космические исследования в Австралии. В 1960 году правительство Австралии и Соединённые Штаты Америки подписали соглашение о создании на территории Австралийской столичной территории спутниковых станций слежения. В результате были построены три станции слежения благодаря космическому агентству НАСА. Комплекс дальней космической связи в Канберре был официально открыт премьер-министром Мензисом 19 марта 1965 года, который на сегодняшний день является единственным эксплуатируемым комплексом в Австралийской столичной территории, имеющим радиосвязь с межпланетными космическими аппаратами. Станция слежения Оррорал Вэлли, созданная для поддержки орбитальных спутников и образованная в мае 1965 г, находилась на территории национального парка Намаджи и была закрыта спустя 20 лет. Строительство станции слежения Ханисакл-Крик было закончено декабре 1966 г. Она служила в качестве ретранслятора для программы Аполлон, Скайлэб и межпланетных космических кораблей с 1967 по 1981 год, после которого её антенна, размерами 26 м, была передана комплексу дальней космической связи в Канберре. Закрытие и демонтирование станции слежения произошло в июле 2009 года.

## Правительство и Австралийская столичная территория
Полиция Австралийской столичной территории была образована в 1927 году после чего в том же году федеральное правительство переехало в вышеуказанную территорию с восемью офицерами. Размеры и силы полиции росли в последующие десятилетия, и наблюдали за правопорядком до 1979 года. В том же году полиция территории объединилась с полицией Содружества и Федеральным бюро по борьбе с наркотиками, что привело к образованию Австралийской федеральной полиции, которая позже взяла на себя ответственность за поддержание правопорядка в Канберре. С 1988 года, после которого территория стала считаться самостоятельной, Австралийская федеральная полиция стала выполнять свою работу по контракту с Австралийской столичной территорией.
Австралийская столичная территория получила своё место в Палате представителей в 1949 г. образовав Дивизион Австралийской столичной территории, благодаря изданному годом ранее представительским Актом (англ. Representation Act), который увеличил размер Палаты представителей. Члены территории могли голосовать только по вопросам, непосредственно затрагивающим её саму. К 1974 году Австралийская столичная территория и Северная территория занимали два места в Сенате. В том же году вышеуказанный Дивизион расформировался и образовал две политические партии — Дивизион Канберры и Дивизион Фрейзера. В 1996 образовался ещё один — Дивизион Намаджи, который через два года был закрыт из-за обновлённой оценки изменения регионального демографического распределения. Обе политические партии в основном управляются Австралийской лейбористской партией, в то время как последняя, вместе с либеральной партией Австралии, всегда занимала одно место в Сенате.
В 1930-м году был образован консультативный совет Австралийской столичной территории, целью которого являлось консультирование министра территорий (англ. Minister for Territories) по проблемам сообщества, в результате чего через четыре года был образован Верховный суд. В 1974-м году совет стал полностью избранным законодательным собранием, консультирующим министра столичной территории, после чего через пять лет совет был переименован в Палату собрания.

### Движение в сторону самоуправления
В целом население Австралийской столичной территории было не против принятия самоуправления. Джон Овералл, глава Национальной столичной комиссии развития с 1957 по 1972 гг., сообщил в газете Canberra: Yesterday, Today and Tomorrow следующее:

Жители Канберры, возможно, были требовательны к своей дальнейшей судьбе, однако они отвергали попытки Федерального правительства, которое предоставляло им право брать под контроль свои проблемы через принятие самоуправления. Они неохотно приняли на себя ответственность за самоуправление или, возможно, боялись увеличения расходов, которые бы неизбежно последовали после передачи власти от Федерального правительства в их руки. Большинству стало понятно, что под конец прямого контроля со стороны Федерального правительства произойдет увеличение налогов или сокращения в сфере услуг, как, впрочем, и произошло в конце 1980-х годов.
Оригинальный текст (англ.)Canberra residents may have been demanding a greater say in their destiny, but they rejected attempts by the Federal Government to have them take control of their own affairs through self-government. They appeared reluctant to accept the responsibility of governing themselves, or perhaps, the increased costs which they feared would inevitably follow the handover of power from the Federal Government to a local body. … [M]ost realised that the end of direct control by the Federal Government would inevitably lead to higher taxes or a cut in services, as indeed was the case when self-government finally occurred in the late 1980s.
— 

Флаг Австралийской столичной территории был принят в 1993 году. На нём изображены созвездие Южный Крест и герб Канберры.

Тем не менее, на территории большинство жителей были за принятие самоуправления, и даже существовало несколько движений для его достижения.
Формирование законодательного собрания 1974 года было первым важным шагом в направлении к самоуправлению, однако правительство Уитлама, под эгидой которого было создано собрание, как правило, «отменяло или игнорировало его пожелания». Кроме этого, правительство Фрейзера было заинтересовано в собрании. Томи Стейли был принят на должность министра столичной территории в феврале 1975 года. Он был сторонником действующего самоуправления и им была предложена модель, согласно которой Канберра быстро взяла бы под контроль бо́льшую часть административных территорий. Против модели выступила оппозиция, отчасти потому, что в модели не ясно указывались пути финансирования.
После ухода Стейли план ещё оставался в своей силе; референдум по этому вопросу был проведён следующим министром — Робертом Элликоттом. Референдум 1978 года предоставлял жителям три варианта:
- Самоуправление территории предоставлялось путём делегирования функций местным выборным законодательным органом;
- Избранный на местном уровне законодательный орган будет создан на территории с местными законодательными и исполнительными функциями;
- Нынешние механизмы управления на территории должны были быть пролонгированы на некоторое время.

Подавляющее большинство голосов было отдано за пролонгирование статуса кво — 63,75 %, против 5,72 % голосов в пользу местных органов власти и 30,54 % за «штатский» тип самоуправления.
Овералл определил причину того, почему жителями были высказаны голоса против самоуправления. Наряду с уже упоминавшимися увеличениями налогов и сокращениями в сфере услуг он утверждал, что жители Австралийской столичной территории уже имели бы свои голоса в управлении через выборное Федеральное правительство. В дополнение к этому, Канберра имела высокую долю государственных служащих, которые считали себя частью правительства и знали как работать в такой системе.
Несмотря на результат, референдум всё ещё не заканчивался. Существовало несколько предложений, которые продолжали настаивать на принятии самоуправления на территории:
- Национальная согласованность в управлении. В 1978 г. Северная территория получила статус самоуправленческого штата. Австралийская столичная территория являлась другой частью остальной территории; население территории было больше по сравнению с Северной территорией, у которой оно быстрее росло. Поэтому было высказано мнение, что раз уж Северная территория получила статус самоуправления, то его нужно закрепить и АСТ[186];
- Переизбрание гражданских прав. Два запроса сообщали, что Австралийской столичной территории необходимо обеспечить обществу «такие же представительские институты, которые образованы в других частях Австралии»[187];
- Финансовые проблемы. Жители Австралийской столичной территории пользовались услугами высокого качества благодаря финансированию Федерального правительства; в дополнение к этому, Федеральная комиссия по грантам (англ. Federal Grants Commission) сообщала, что в Австралии происходило уменьшение числа жителей «на сумму более 200 $ за каждого мужчину, женщину и ребёнка на территории»[188]. Самоуправление штата позволило расположить Австралийскую столичную территорию на ту же финансовую основу, что и другие территории Австралии. Это было определено Биллом Гаррисом в качестве основной причины для принятия самоуправления на территории штата[189].

В 1988 году новый министр АСТ, Гэри Панч, получил доклад, в котором рекомендовалось закрыть Национальную столичную комиссию развития и сформировать локальное избирательное правительство. Панч рекомендовал правительству Хоука принять эти рекомендации. Позднее Клайд Холдинг предложил законодательству предоставить самоуправление штату в октябре 1988 года.

### Самоуправление
6 декабря 1988 года Австралийской столичной территории было предоставлено полное самоуправление благодаря изданному Акту Австралийской столичной территории (самоуправление) в 1988 году. Первые выборы были проведены 4 марта 1989 г., а также были инаугурированы первые 17 членов законодательного собрания, которые переехали 11 мая 1989 года в бывшее общественное здание по адресу Конститьюшен авеню 1, Цивик. Руководителем Австралийской лейбористской партией, образованной первым правительством Австралийской столичной территории, являлась главный министр Розмари Фоллетт, которая была первой женщиной-руководителем в правительстве. Согласно Акту самоуправления 1988 года, принятого на территории, на территорию Джервис-Бей, находившуюся под управлением Содружества, самоуправление не распространялось, однако некоторые из законов были применимы к ней в соответствии с разделом 4A Акта принятия территории Джервис-Бей в 1915 году. С 1992 г. члены собрания от трёх многомандатных избирательных округов стали избираться по системе единого переходного голоса (англ. single transferable vote), которая была заменена на метод д'Ондта, применявшегося в первых выборах, по которому 17 представителей избирались со всей территории округа.
В то время как федеральный электорат АСТ в основном состоял из лейбористов, партии либералов удалось получить несколько мест в ассамблее АСТ, а также быть в составе правительства на протяжении 8 лет из всей 21-летней истории ассамблеи. В отличие от выборов в правительственные органы территории, большинство членов этой партии пришлось на 1995 и 2001 гг., которое сократилось после набора 14,1 % голосов в пользу лейбористов. Последним удавалось получать, по крайней мере, на семь процентов больше голосов, чем либералам с 1990 года.
Первые годы самоуправления были трудными и нестабильными. Большинство жителей Австралийской столичной территории было против самоуправления, что на первых выборах привело к победе четырёх из семнадцати мест, занимаемых партиями, которые были против самоуправления и рассматривали в одностороннем порядке этот вопрос, вызванный протестом недовольных жителей; другие восемь мест занимали мелкие партии и независимые кандидаты. Фоллетт и лейбористы заняли только четыре места и образовали мелкое правительство. Несколько из представителей, выступавших против самоуправления, пытались сорвать законодательную власть изнутри, в результате чего вотум недоверия свергнул лейбористов только по прошествии семи месяцев. Тревор Кэйн и партия либералов правили 18 месяцев, после чего были свергнуты; после них Фоллетт и лейбористы правили на протяжении 25 месяцев. В 1992 году лейбористы выиграли 8 мест, а другие три были разделены между мелкими партиями и беспартийными чиновниками. Постепенно стабильность стала увеличиваться и уже в 1995 году Кейт Карнелл стала первым главным избранным министром либералов. Три года спустя она стала первым переизбранным главными министром. Она была, считалась, активным лидером, ушедшим в отставку в 2000-м году, после двух голосов беспартийных чиновников, которые поддерживали её до этой даты. В то время она была втянута в спор по проблеме финансирования стадиона Канберры и летального исхода, который произошёл из-за сноса Королевского Канберрского госпиталя. Лейбористам удалось выиграть три выбора с 2001 г., а через три года они заняли большинство мест в правительстве территории, однако после 2008 г. стали соперничать с партией зелёных.
В 2006 году большинство лейбористов произвело радикальные изменения в образовательной системе, что привело к закрытию 23 школ по всей территории штата. Это было сделано в открытую перед общественной оппозицией; с тех пор было несколько кампаний от оппозиционных партий и общества, выступавших за повторное открытие некоторых из школ. Данная проблема, являвшейся главной, была открыта в очередных выборах 2008 года.
После открытия в 1993 г. Национального трибунала по коренным народам[неизвестный термин] (англ. National Native Title Tribunal) были поданы четыре заявки в 1996, 1997, 1998 и 2002 гг. на закон о коренных жителях из-за того, что общины Нганнавалов заняли земли на территории АСТ. Первые две из этих заявок были закрыты после слушаний Федерального суда, третья была отклонена потому, как не отвечала принятым положениям, а последняя была отозвана.
В 2001 г. правительство АСТ заключило соглашение с местными аборигенами по совместному управлению над национальным парком Намаджи. В настоящее время оно расторгнуто.
В 1990-х гг. некоторые виды деятельности, которые являлись или являются незаконными в остальных штатах Австралии, были легализованы на территории АСТ. Они включали в себя продажу порнографических материалов (англ. X-rated pornographic materials) 1989 г. и проституцию в публичных домах (1992), хотя последние разрешены только в пригородах Хьюма, Митчелла и Фюшвика. Использование в личных целях конопли было декриминализировано в 1992, аборты в 2002 гг. В 2006 г. правительство АСТ попыталось ввести закон, признающий гражданские союзы, однако он был отменён Федеральным правительством.

## Новейшая история

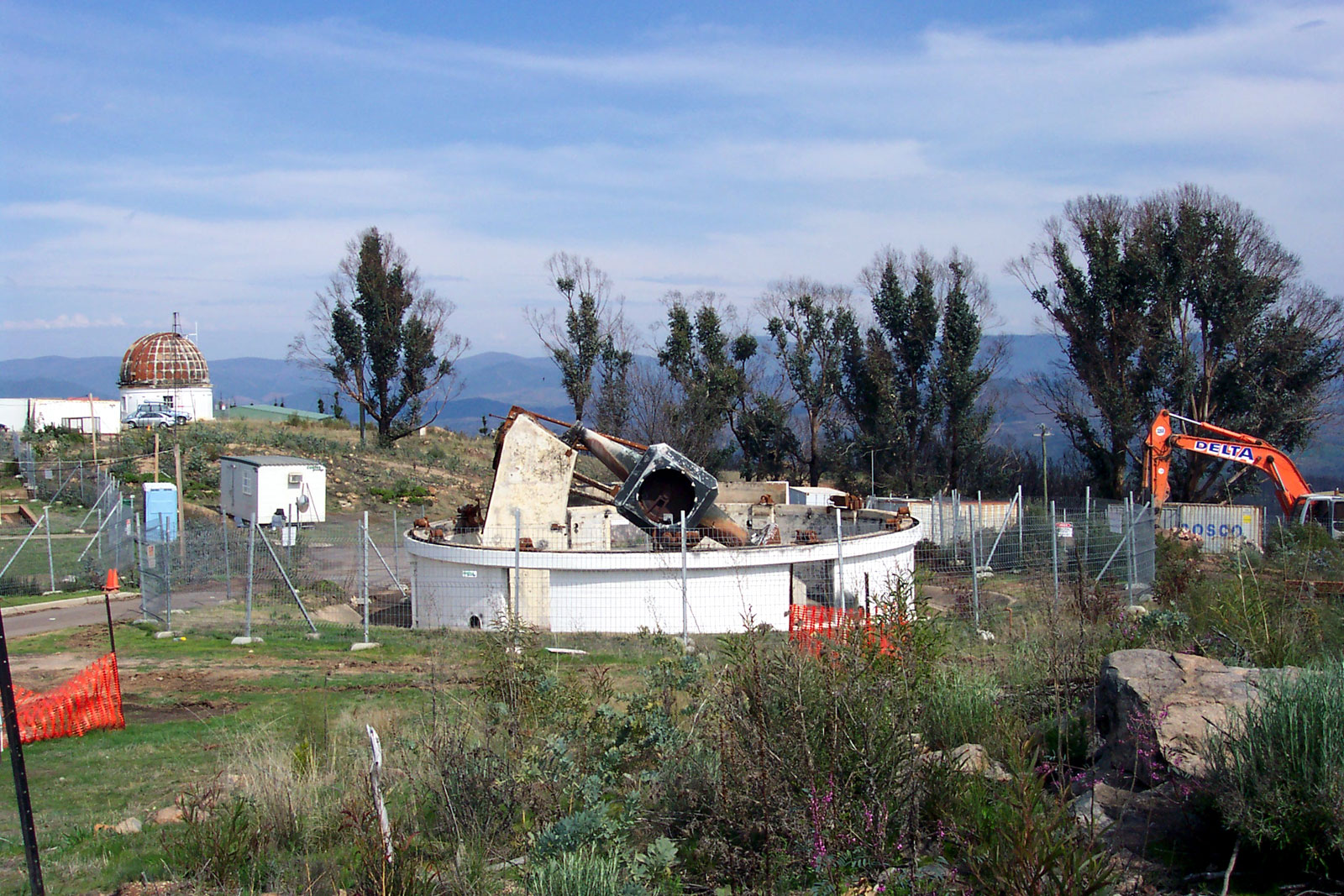
Остатки купола телескопа обсерватории Маунт-Стромло после пожаров в 2003 году.

Первые года XXI века в регионе АСТ ознаменовались затянувшейся засухой, а также несколькими лесными пожарами, вызвавшими массовые разрушения. В 2001 г. за период Рождества пять отдельных пожаров сожгли 16 км² лесов на территории штата, включая многомиллионные вложения правительства по насаждению сосновых лесов. Засуха продолжалась в течение нескольких лет, а в 2003 г. территория штата снова подверглась сожжению пожарами. Пожар 2003 года сжёг примерно 70 % территорий штата, включая 99 % территорий Тидбинбилльского заповедника и значительные территории государственных плантаций сосны. Умерло четыре человека и разрушено 67 домов, в число которых входили 16 домов Уриарры, 12 из Пирсес Крик; было частично разрушено 414 домов в пригороде Канберры. Задеты ещё около 200 домов, а также утеряно несколько исторических зданий, включая шале Моунт Франклин, который был построен в 1937—1938 гг. для альпийского клуба Канберра и являлся первым клубом, построенными на территории Австралии, а также множество других на территории национального парка Намаджи. Были разрушены Нил Десперандум и Рок Вэлли — исторические здания, расположенные на территории заповедника Тидбинбилла. Большинство построек на территории обсерватории Маунт-Стромло, управляемой Австралийским национальным университетом, были разрушены, включая телескоп Одди и его купол, который был построен в 1911 г. и являлся первой федеральной постройкой на территории штата.

### Для дополнительного чтения
- Fitzgerald, Alan. Historic Canberra 1825–1945, a pictorial record. — Canberra: Australian Government Publishing Service, 1977. — ISBN 0-642-02688-2.
- ACT heritage seminars / Ред. Fitzgerald, Alan. — Canberra: ACT Heritage Committee, 1985. — ISBN 0-642-09721-6.
- David L. A. Gordon. Planning twentieth century capital cities. — New York: Routledge, 2006. — 302 с. — ISBN 0-415-28061-3.